# Socha svatého Marka (Staré Ždánice)
Pískovcová socha svatého Marka se nalézá na návsi obce Staré Ždánice nedaleko od kostela svatého Václava v okrese Pardubice. 

## Dějiny
Pískovcová socha svatého Marka pocházející z roku 1878 stávala původně u tří domů na samotě za obcí u komunikace vedoucí do městečka Lázně Bohdaneč. Socha byla v roce 2000 poškozena při neúspěšném pokusu o krádež a následně ji nechala obec převézt do centra obce. V roce 2019 byla socha kompletně zrenovována a umístěna na stávající místo na návsi v centru obce.

## Popis
Pískovcová socha svatého Marka Evangelisty je umístěna na pískovcovém schodě na návsi obce Staré Ždánice. Na tomto schodě stojí třístupňový hranolový sokl, na kterém stojí hranolový pilířzakončený nahoře římsou. Na čelní straně pilíře se v lomeném oblouku nalézá nápis „Připravujte cestu Páně přímé čiňte stezky Jeho. Marek 1:3“.
Na římse pilíře stojí socha svatého Marka Evangelisty v mírně nadživotní velikosti. Světec je oděn v bohatě zřaseném rouchu a drží v náručí svitek. Po levem boku světce se nalézá socha sedícího lva.

## Galerie

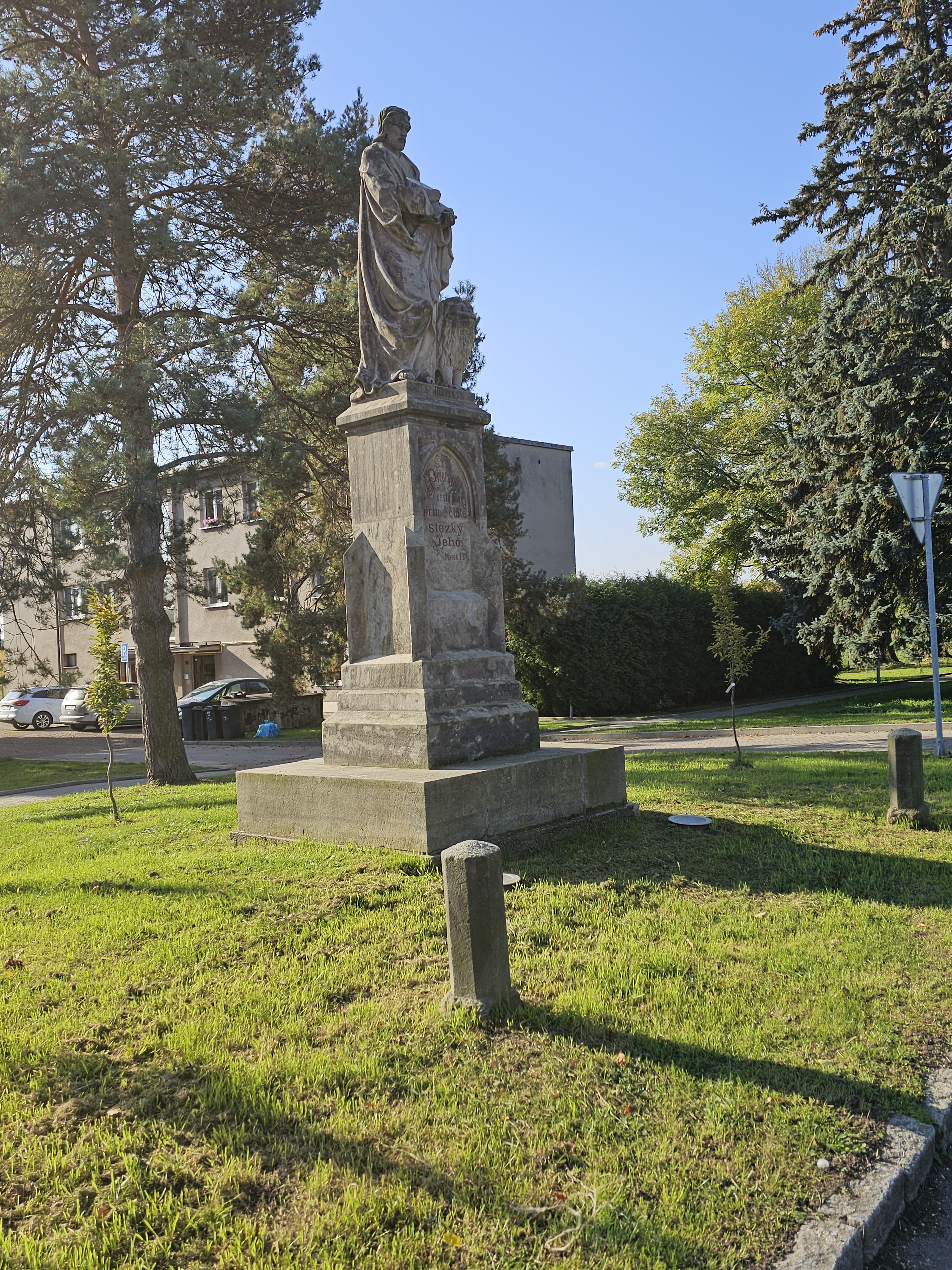
Socha svatého Marka (Staré Ždánice) v roce 2024